# Fina de San Geminiano
 (janvier 2012).
Si vous disposez d'ouvrages ou d'articles de référence ou si vous connaissez des sites web de qualité traitant du thème abordé ici, merci de compléter l'article en donnant les références utiles à sa vérifiabilité et en les liant à la section « Notes et références ».
Fina Ciardi ou Fina de San Gimignano (née en 1238 à San Gimignano et morte le 12 mars 1253 dans la même ville), connue également comme sainte Fina, sainte Fine ou sainte Serafina, est une jeune fille catholique italienne vénérée à San Gimignano (Toscane). Considérée comme sainte par l'Église catholique romaine, elle est fêtée le 12 mars.

## Biographie
Fina dei Ciardi est née en 1238 en Toscane, en Italie. Malade de naissance, elle passa sa vie sur une planche. Elle priait Dieu chaque jour et ne se plaignait jamais. Fine était pourtant très belle et avait une gentillesse inimitable. Avec l'odeur que répandait sa maladie, cela attirait les mouches[réf. nécessaire] et ses voisines ne venaient qu'une fois par semaine pour lui donner de quoi manger. Grande mystique, Fine voyait souvent le Christ crucifié. Elle avait aussi de nombreuses extases.
Un matin de 1253, on la découvre morte, mais avec un sourire aux lèvres. Les cloches de San Gimignano se mirent à sonner sans que personne les tire et des violettes jaunes fleurirent.
Cette jeune vierge et servante de Dieu fut béatifiée par l’Église catholique romaine. On la fête localement le 12 mars en lui apportant des fleurs jaunes
Quelques-unes de ses reliques sont vénérées dans la collégiale de San Gimignano, en Toscane, dans une chapelle qui lui est consacrée.